# イーゴリ・ベズロドニー
イーゴリ・セミョーノヴィチ・ベズロドニー（ロシア語:Игорь Семёнович Безродный, ラテン文字転写例:Igor Semenovich Bezrodny, 1930年5月7日 - 1997年9月30日）は、ソビエト連邦出身のヴァイオリン奏者、指揮者。

## 経歴
グルジアの首都チフリスの生まれ。ヴァイオリン教師だった両親から音楽の手ほどきを受け、モスクワのイッポリトフ＝イワノフ音楽学校に進学した。1947年のプラハ青少年音楽祭コンクール、1949年にはプラハのヤン・クベリーク国際ヴァイオリン・コンクール、1950年にライプツィヒのヨハン・ゼバスティアン・バッハ国際コンクールのヴァイオリン部門のそれぞれに出場し、いずれも優勝している。これらの功績から、1951年にはスターリン賞を贈られた。1953年から1955年までモスクワ音楽院のアブラム・ヤンポリスキーのクラスで学び、卒業後は同音楽院の講師に迎え入れられ、1972年には教授となった。1965年からドミトリー・バシキーロフやミハイル・ホミツェルとピアノ三重奏団を結成し、1972年まで継続的に活動した。
モスクワ音楽院での後進の指導の傍らニコライ・アノーソフ等に指揮法を教わり、1970年にはイルクーツクで指揮者デビューを果たした。1977年から1981年までモスクワ室内管弦楽団の芸術監督を務めた。1978年には教え子のマリ・タンペレと結婚。1986年から1990年までフィンランドのトゥルク・フィルハーモニー管弦楽団の首席指揮者を務めた。1991年からはシベリウス音楽院で教鞭をとるようになった。
1997年にヘルシンキにて死去。

## 受賞
- 1951年：スターリン賞
- 1978年：ソビエト連邦ロシア共和国人民芸術家